# Bañares
Bañares est une commune de la communauté autonome de La Rioja, en Espagne.

## Histoire
En 1785, Bañares faisait partie de la Junta de Valpierre qui réunissait quinze villages, à l'époque dans la province de Burgos.

## Démographie
| 1900 | 1910 | 1920 | 1930 | 1940  | 1950  | 1960 | 1970 | 1981 |
| ---- | ---- | ---- | ---- | ----- | ----- | ---- | ---- | ---- |
| 916  | 889  | 853  | 942  | 1 027 | 1 004 | 917  | 778  | 601  |

| 1991 | 2001 | 2011 | - | - | - | - | - | - |
| ---- | ---- | ---- | - | - | - | - | - | - |
| 477  | 389  | 311  | - | - | - | - | - | - |

## Administration

### Conseil municipal
La ville de Badarán comptait 241 habitants aux élections municipales du 26 mai 2019. Son conseil municipal (en espagnol : Pleno del Ayuntamiento) se compose donc de 5 élus.
| Parti | Parti                                    | Voix | %       | Élus  |
| ----- | ---------------------------------------- | ---- | ------- | ----- |
|       | Parti socialiste ouvrier espagnol (PSOE) | 121  | 88,97 % | 4 / 5 |
|       | Partido Riojano (PR+)                    | 15   | 11,03 % | 1 / 5 |

### Liste des maires
| Mandat    | Maire | Maire                                          | Parti |
| --------- | ----- | ---------------------------------------------- | ----- |
| 1979-1983 |       | Ramón Palacios Palacios                        | UCD   |
| 1983-1987 |       | ?                                              | PR    |
| 1987-1991 |       | Jesús Palacios Metola                          | AP    |
| 1991-1995 |       | Andrés Palacios Palacios                       | PP    |
| 1995-1999 |       | Mª Ángeles del Val Gómez                       | PP    |
| 1999-2003 |       | Jaime Aparicio Guerrero                        | PSOE  |
| 2003-2007 |       | Jaime Aparicio Guerrero                        | PSOE  |
| 2007-2011 |       | Félix Andrés Gimilio Ortiz                     | PSOE  |
| 2011-2015 |       | Antonio Santiago Ortiz de Landázuri Llamazares | PSOE  |
| 2015-2019 |       | Antonio Santiago Ortiz de Landázuri Llamazares | PSOE  |
| 2019-2023 |       | Antonio Santiago Ortiz de Landázuri Llamazares | PSOE  |